# George Nethercutt

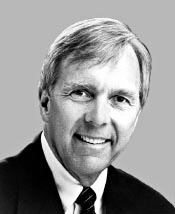
George Nethercutt

George R. Nethercutt Jr. (* 7. Oktober 1944 in Spokane, Washington; † 14. Juni 2024 in Colorado) war ein US-amerikanischer Politiker (Republikanische Partei). Zwischen 1995 und 2005 vertrat er den Bundesstaat Washington im US-Repräsentantenhaus.

## Werdegang
George Nethercutt besuchte zunächst die North Central High School in seiner Heimatstadt. Danach studierte er bis 1967 an der Washington State University, ebenfalls in Spokane. Daran schloss sich ein Jurastudium an der Gonzaga University an. In den Jahren 1971 und 1972 arbeitete Nethercutt für den für Alaska zuständigen Bundesrichter Raymond Eugene Plummer. Danach gehörte er von 1972 bis 1977 zum Stab des US-Senators Ted Stevens aus Alaska. In den folgenden Jahren arbeitete er als privater Rechtsanwalt.
Politisch wurde Nethercutt Mitglied der Republikanischen Partei. Bei den Kongresswahlen des Jahres 1994 wurde er im fünften Wahlbezirk seines Staates in das US-Repräsentantenhaus in Washington, D.C. gewählt, wo er am 3. Januar 1995 die Nachfolge des Demokraten Tom Foley antrat, den er bei der Wahl geschlagen hatte. Diese Wahl gewann Nethercutt mit 51 % der Wählerstimmen gegen Foleys 49 %. Damit schaffte er es, den damaligen Sprecher des Repräsentantenhauses aus dem Kongress zu verdrängen. In der gesamten Geschichte der Vereinigten Staaten war dies erst das dritte Mal, dass ein amtierender Speaker nicht mehr in den Kongress gewählt wurde. Zuletzt war das im Jahr 1862 der Fall gewesen, als Galusha A. Grow die Wiederwahl verfehlte.
Nach vier Wiederwahlen konnte George Nethercutt bis zum 3. Januar 2005 fünf Legislaturperioden im Kongress absolvieren. Dabei war er Mitglied im Haushalts- und Wissenschaftsausschuss. Er war im Jahr 2002 ein Befürworter des Irakkrieges. 2004 verzichtete Nethercutt auf eine weitere Kandidatur für das US-Repräsentantenhaus. Stattdessen bewarb er sich erfolglos um die Wahl zum US-Senat: Er unterlag der demokratischen Amtsinhaberin Patty Murray. Nach seiner Zeit im Kongress gründete George Nethercutt zusammen mit zwei anderen ehemaligen Politikern die Lobbyfirma Lundquist, Nethercutt & Griles. Er rief außerdem die nach ihm benannte George Nethercutt Foundation ins Leben, eine nicht am Profit orientierte Stiftung, deren Ziel es ist, junge Amerikaner mit der Politik und dem Geschäftsleben vertraut zu machen.
Sein Buch In Tune with America: Our History in Song erschien 2010.
George Nethercutt starb am 14. Juni 2024 im Alter von 79 Jahren in Colorado.